# Ernst Grünthal
Ernst Grünthal (* 26. Oktober 1894 in Beuthen, Oberschlesien; † 5. Januar 1972 in Bern) war ein deutsch-schweizerischer Psychiater und Neurologe.

## Leben
Grünthal absolvierte das Gymnasium in Beuthen und studierte von 1913 bis 1920 Medizin an den Universitäten Lausanne, Heidelberg, Breslau und München. Er nahm zweieinhalb Jahre als Feldhilfsarzt am Ersten Weltkrieg teil und wurde mit dem Eisernen Kreuz I. Klasse ausgezeichnet. In München war er Assistent bei Emil Kraepelin; er wurde 1922 promoviert und erlangte 1924 das Staatsexamen. 1927 hatte Grünthal sich als Oberarzt in Würzburg für Neurologie und Psychiatrie habilitiert. 1934 wegen seiner jüdischen Herkunft entlassen, wurde er klinischer Mitarbeiter an der Psychiatrischen Universitätsklinik Waldau in Bern. Er gründete 1936 mit Hilfe der Rockefeller-Stiftung das Hirnanatomische Institut in der Psychiatrischen Klinik Waldau, das er bis 1965 leitete (sein Nachfolger wurde Giorgio Pilleri). Von 1943 bis 1970 leitete er auch das Psychopharmakologische Labor der J. R. Geigy AG in der Waldau. 1944 erhielt er die Venia docendi für Psychiatrie und Hirnanatomie. Ab 1954 war er ausserordentlicher Professor an der Universität Bern. 1965 wurde er emeritiert. Er verfasste Werke zur Hirnforschung sowie medizinhistorisch-philosophische Schriften.